# Polyphida fulvitarsis
Polyphida fulvitarsis là một loài bọ cánh cứng trong họ Cerambycidae.